# Kim Gyong-hui
Kim Gyong-Hui (nascida em 26 de janeiro de 1970) é uma ex-ciclista olímpica norte-coreana. Gyong-Hui representou o seu país na prova de estrada individual, nos Jogos Olímpicos de Verão de 1992 em Barcelona, na Espanha.